# Фасова (Киевская область)
Фасова́ (укр. Фасова) — село, входит в Бучанский район Киевской области Украины.
Население по переписи 2001 года составляло 736 человек. Почтовый индекс — 08044. Телефонный код — 4578. Расположен в 9 км от районного центра, расстояние до областного центра — 55 км. Ближайшая железнодорожная станция — Бородянка, в 28 км. Площадь населенного пункта — 778 га, количество дворов — 428. Код КОАТУУ — 3222788001.

## История
В 1604 году Николай Макарович напал на Карашин. Он сжег дом владельцев, ограбил имение и село. Всё потому, что, на его взгляд, земли между реками Здвиж и Квасовой, то есть между Карашином, Ворониным и Мотыжином были неправильно разграничены. 5 октября 1619 года пан Николай Макарович судился с паном Ежи Харлинским из-за покоса сена на границе мотыжинской и урочища Квасовцы. В тот же день на месте побывал пристав, который видел сена на 500 повозок. Мотижинский староста рассказал возному, что господин Харлинский в Бышев в конюшню сено забрал и землю Макаровича присвоить хочет. 25 июня 1643 Харлинский судился с паном Цетнером, что тот напал на его «слободу», названную Фасовая (Квашова) .
Во время восстания гайдамаков 1734 в селе состоялись выступления крепостных против местного помещика. В 1748 г. в Фасовой была построена деревянная церковь во имя св. Николая V класса.
В июле 1768 в селе побывали казаки Ивана Бондаренко .
В 1815 г. Людвиг Шимановский, который был женат на одной из Харлинских, увековечил своё имя, назвав южную часть села Фасовая Людвиновка. В 1820 г. Шимановский продал село Фасовая за 80000 ассигнаций Михаилу Боярскому, превратил российские ассигнации в золото и уехал во Францию, где и умер. В 1842 г. после смерти Боярского село было разделено между пятью его сыновьями: Михаилом, Антоном, Иваном, Тибутием и Медартом. Фасовой владели его сыновья, а также потомки Бутковские.
В 1862 г. открыли церковно-приходскую школу.
В 1880 г. М. К. фон Мекк открыл спичечную фабрику. Её арендовал Несся Гераев Цев.
В 1914 г. в Фасовой действовали лесопильный завод, фанерная фабрика.
8 сентября 1917 крестьяне, узнав о революции, разгромили экономию помещика. В 1920 г. создан комбед.
В 1928 г. партийные активисты и бедняки инициировали создание ТОЗ «Красный бедняк». А в 1930 г. на базе ТОЗ создан колхоз им. Тараса Шевченко, который в 1963 году переименован в колхоз им. Горького, а в 1995 г. — в КСП «Фасовское».
1932—1933 гг. — в Фасовой и Людвиновке во время голодомора умерло около 100 человек. Колхоз им. Тараса Шевченко села Фасовая в ноябре-декабре 1932 года был занесен на «Черную доску».
В 1937 г. во время сталинских репрессий арестованы 10 человек.
В период оккупации в селе действовала подпольная группа во главе с Л. В. Нагорным (Нагорненком). 400 жителей Фасовой боролись с врагом и в составе Макаровского партизанского отряда. 121 воин — житель Фасовой — не вернулся с фронтов войны. За мужество и отвагу на фронтах Второй Мировой войны 203 жителя Фасовой награждены орденами и медалями Союза ССР.
В «Истории городов и сел Украинской ССР» о Фасовой начале 1970-х было подано следующую информацию:
В 1985 г. открыта новая школа (ныне — ООШ I—II ступеней).
В 1986 г. в селе построен 21 дом для переселенцев из Чернобыльской зоны и ФАП.
В 1997 г. в здании упраздненного детского сада открыта Святониколаевская православная церковь Московского патриархата.
В 2000 г. КСП разделено на агрофирму «Славутич» и ПСП «Фоса». К 74-й годовщине голодомора в 2007 году открыт памятный крест.
В 2014 г. была построена новая церковь.

## Местный совет
08044, Киевская обл., Макаровский р-н, с. Фасова, ул. Франко, 2.